# Neptihormius stigmellae
Neptihormius stigmellae är en stekelart som beskrevs av Van Achterberg och Berry 2004. Neptihormius stigmellae ingår i släktet Neptihormius och familjen bracksteklar. Inga underarter finns listade i Catalogue of Life.